# Dicauda
Dicauda là một chi thích ty bào thuộc họ Myxobolidae.
Loài:
- Dicauda atherinodi Hoffman & Walker, 1978